# 黑布丁
黑布丁（Black pudding）是英國和愛爾蘭的一種血腸，用豬血加入豬油、燕麥（或其他穀物）做成，一般煎、煮之後食用。
除去“Black pudding”之外，它也有“black pot”和“bloody pot” 這樣的方言名。

## 歷史

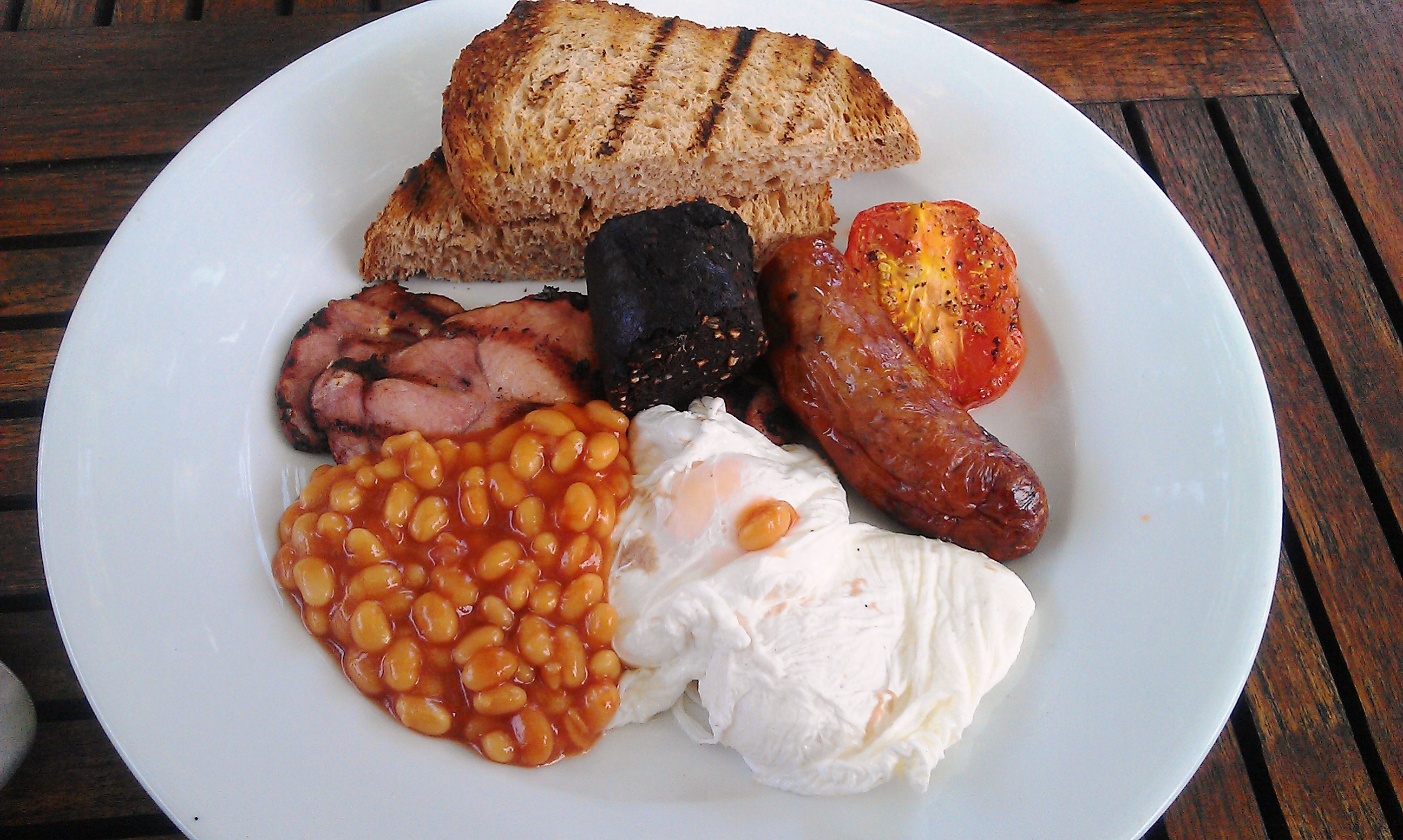
英式早餐中的黑布丁

“Black pudding”一詞最早出現在1450年左右。雖然現在黑布丁主要是用豬血，但其實歷史上也有羊血、牛血做的黑布丁，15世紀的英格蘭菜譜顯示當時還有鼠海豚肉做的黑布丁。到19世紀為止，蘇格蘭的黑布丁還是會用牛血和羊血的。黎約翰的蘇格蘭字典中對黑布丁的定義就是“牛血或羊血做的布丁”。
它與圣马丁节有關，英國人習慣在這個節日大量屠宰牲口。19世紀時，生產黑布丁的城鎮如斯特雷特福德、約克都有大量販豬的集市，而城市中的主婦因為不再能買到豬血而逐漸停止製作黑布丁。
1980年代開始，世界黑布丁投擲錦標賽（World Black Pudding Throwing Championships）每年九月在拉姆斯博顿舉辦。這個趣味競賽激起了蘭開郡和約克郡之間的對抗傳統，參賽者会用黑布丁击落堆积起来的約克郡布丁。

## 流行地區
黑布丁在英國特别流行。蘇格蘭的外赫布里底群島出產的斯托諾韋黑布丁（Stornoway black pudding）甚至榮獲歐盟農產品地理標示和傳統特產標誌。随着英国人向世界其他地区移民，黑布丁也傳入了加拿大，成為新斯科舍省和紐芬蘭與拉不拉多省當地飲食的一部分了。 黑布丁在澳洲及紐西蘭的超市或肉店也很常見，但普及度不及英國和愛爾蘭。
除了常見的黑布丁以外，愛爾蘭（特别是库克郡）還有一種特别的黑布丁叫做“drisheen”。它通常以牛血製作，但现在也会用到羊血。“Sneem Black Pudding”是凱里郡當地特有的黑布丁，這種食品獲得歐盟的地理標示保護（PGI）認證。

## 材料
傳統的黑布丁會使用新鮮的血，加入脂肪等其他材料，塞入腸衣煮製。以前其腸衣主要是牛腸，現代工業社會發展起來後開始出現合成纖維製作的腸衣。加入燕麥等穀物是為了吸收血液，使其定型。有些人也會加入麵包糠或麵粉。其他輔助的香料包括薄荷油、薄荷、墨角兰、百里香、小茴香、芸香、歐芹。

## 營養成分
黑布丁富含蛋白質，碳水化合物比例較低，鋅及鐵含量高，因此被稱為“超級食物”。